# Petr Veselý (kanoista)
Petr Veselý (* 25. listopadu 1976 Dolní Kounice) je český kanoista závodící ve sjezdu na divoké vodě. Jeho partnerem v deblkánoi je Marek Rygel.
Na mistrovstvích světa získal jednu zlatou medaili v singlkanoi (3xC2 – 2010) a velkých úspěchů dosahuje především v deblkanoi, a to dvě zlaté medaile (sjezd – 2014; závod hlídek – 2016).
Je členem klubu TJ Vodní sporty Dolní Kounice.